# 플랜 B (2010년 영화)
《플랜 B》(영어: The Back-up Plan)는 2010년 공개된 미국의 로맨틱 코미디 영화이다.

## 줄거리
좋은 남자를 만날 거란 기대를 저버린 싱글 여성이 하필 인공수정으로 쌍둥이를 임신한 날 운명의 상대를 만난다. 

## 출연
- 제니퍼 로페즈
- 앨릭스 올로클린
- 미케일라 왓킨스
- 멀리사 매카시
- 더닐 해리스
- 린다 래빈
- 에릭 크리스천 올슨
- 앤서니 앤더슨
- 노린 더울프
- 로버트 클라인
- 톰 보즐리
- 메리베스 먼로
- 제니퍼 엘리스 콕스
- 시저 밀란

## 기타 제작진
- 배역: 리처드 힉스, 데이비드 루빈
- 미술: 앨릭 해먼드
- 세트: 캐시 루커스
- 의상: 캐런 패치